# Vasjugan
Vasjugan (ruski: Васюган) je rijeka u Tomskoj oblasti u Rusiji.
Duga je 1082 km, a plovna je 886 km od svog ušća u rijeku Ob, kod sela Kargassok. Izvire iz Vasjuganske močvare.
Površina njenog porječja je 61.800 km četvornih. U njenom porječju ima nalazišta nafte i plina.
Pritoke su joj s desne strane Njurolka (Нюролька; 60 km plovna) i Čižapka (Чижапка), a s lijeve strane Čertala (Чертала) i Jagyljaha (Ягылъяха).
Zamrznuta je od studenog do svibnja.

## Vanjske poveznice
|  | Zajednički poslužitelj ima još gradiva o temi Vasjugan |